# المهاملة
المهاملة: إِحدى قبائل جازان  يعود نسبهم إلى بارق بن مازن من الأزد ويقيمون على ضفاف أودية: الرصفة، شري، الحفية، والطارفة. لهم سبع عشرة، وهم يتشاركون مع إخوتهم آل حجري في معظم القرى ومختلطون في المناهل والحروث.

## النسب
المهاملة : قَبِيلُ من بطن حميضة من بارق بن عدي بن حارثة بن عمرو مزيقياء بن عامر بن حارثة بن امريء القيس بن ثعلبة بن مازن بن الأزد بن الغوث بن نبت بن مالك بن زيد بن كهلان بن سبأ. وتنطوي على عدة أفخاذ من أهمها مايلي:

| - آل مرشد - آل حبشان - آل سحاب | - آل مرة - آل علي - آل خشعان | - آل نشبه - آل كيله - الفقهاء | - آل عبده - العفالقة |

ويقدر عدد أفراد هذه القبيلة بحوالي خمسة آلاف نسمة. ويشغل منصب مشيختها حاليا الشيخ عبد الله بن عبد الرحمن بن حسن بن زاهر بن أحمد بن زاهر المرشدي البارقي، وهو من بيت سؤدد وثقة واعتدال، ويطلق على هذه القبيلة "مهملة حميضة"، ظلت سيادة بارق خلال القرنين الماضين في هذه القبيلة حتى أتى حكم الأتراك ثم ظلت فيهم سيادة حميضة حتى بسط ابن سعود نفوذه على بارق.

## القرى
| القرية  | الوصف | الإحداثيات        |
| ------- | --- | ----------------- |
| الحَجَانِي | - بفتح أوله وكسر النون، وهو نبت معروف عندهم ينمو قرب المجاري المائية - : تقع على ضفة الكحيلاء الجنوبية، في شمالي الرص (آل مصفوق)، جنوب الحصمة، شرق ميدي، وغرب المرواء وتجاورها. ويقطنها نحو مئة نسمة، بينهم بيت من آل صبا حميضة. | 18°59'4 41°52'8   |
| الحَدَاب  | - كسر الحاء المهملة وفتح الدال المهملة بعدها ألف وباء، وهو الغليظ الواسع من الأرض-: قرية متوسطة الحجم، تقع ما بين واديي الكحيلاء شمالاً والخالص جنوباً، في غربي الخوش، شمال المرواء، جنوب المعقر، وشرق الحصمة وتجاورها. يقطنها نحو ثلاثمائة نسمة تقريباً، وهي في نمو وإتساع. | 18°57'55 41°54'39 |
| الحَصَمَة  | بفتح الحاء المهملة وسكون الصاد المهملة وفتح الميم وآخرها تاء مربوطة، وبعضهم ينطقها ألفاً (الحصماء) مفرد حصم وهي الحجارة الصغيرة - : قرية مشتركة بين آل حجري والمهاملة، تقع على ضفة وادي الكحيلاء الشمالية، في جنوبي المتنة، شمال الحجاني، وغرب الحداب وتجاورها. ويقطنها نحو مئة نسمة تقريباً. | 18°59'55 41°51'53 |
| الخَادَة  | - بتشديد الدال المهملة وفتحها، وهي ماخدَّه السيل من الأرض -: قرية مشتركة بين المهاملة وآل حجري، وهي شبه مهجورة الآن عدا أهل بيتين. تقع في سفح جبل أبو رمادة الغربي بضفة وادي شري الجنوبية، في جنوبي الرص، شرق آل شعفي، وشمال الصاب على مسافة كيل تقريباً. بها نخيل، وتعد من أخصب القرى، وتربتها الداكنة الخصبة مميزة جداً. | 18°58'18 41°53'28 |
| الخَالِص  | - بكسر اللام، وهو النقي من الماء ونحوه -: قرية مبعثرة بشعب الخالص من روافد الطارفة، تقع في شمالي الخوش، شرق المعقر، وجنوب العلكة. يقطنها نحو مئة نسمة تقريباً، وتعد أرضها من أخصب بلاد بارق الزراعة. وقد سألت أحد سكانها عن التسمية فقال: سميت بالخالص لأنها خالصة من الحصى والحجارة. | 19°1'4 41°53'0    |
| الخَرْبَاء | - بفتح أوله وسكون الراء، وهو موضع الخراب - : تقع في ملتقى واديي (الوعائر) و(الحفية)، وفي غربها يجتمع الواديان فيشكلان (وادي الكحيلاء)، وهي إلى الشمال من صالح، وجنوب الخوش على مسافة كيل، ويقطنها نحو مئة نسمة تقريباً. بها حصون ترجع إلى عصور خالية، ومسجد آثري موغل في القدم. جاء عنها في معجم الجزيرة العربية (1970)م: «الخَرْبَاء: 18°59'28, 41°53'39. قرية في إمارة بارق الفرعية التابعة لإمارة منطقة أبها. تقع على أرتفاع 391 متراً فوق مستوى سطح البحر، ويقطنها نحو 100 نسمة. ترتبط مع الطريق الرئيسي، ولكن يحتاج الشخص إلى دقيقتين؛ للوصول من القرية إلى الطريق. | 18°59'41 41°53'33 |
| الخَوْش   | - بفتح أوله وسكون الواو بعدها شين معجمة - والخوش في اللغة الخاصرة من كل شيء، وهي جغرافياً في خاصرة وادي الحفية -: قرية كبيرة، تقع في منطقة خصيبة ما بين واديي الحفية شمالاً والخالص جنوباً، في شرقي الحداب، غرب حداب هتمان، شمال الخرباء، وجنوب قرية الخالص. يقطنها نحو ألف وخمسمائة نسمة، وبها مشيخة مهاملة حميضة التي انتقلت إليها مؤخراً حيث كانت بقرية العجمة لدى القنادي بن دحمة وهي الآن في الخوش لدى أخوة عبد الله بن عبد الرحمن - دحمة - بن حسن بن زاهر بن أحمد البارقي. بها دكاكين تجارية، محطات للوقود، مركز رعاية صحية أولية، مرصد جوي، حديقة عامة ومصلى عيد. كما يوجد بها مدارس إبتدائية للبنين والبنات، ومتوسطة للبنات. وتعتبر الخوش من أمهات القرى وأقدمها. جاء عنها في معجم الجزيرة العربية (1970)م: «الخوش الشمالية: قرية من قرى إمارة بارق الفرعية التابعة لإمارة منطقة أبها. تقع على أرتفاع 395 متراً فوق مستوى سطح البحر، ويقطنها من 500 إلى 2000 نسمة. وترتبط مع الطريق الرئيسي (جدة - أبها). وبالقرية مدرسة ودكان.» الخوش الجنوبية: قرية من قرى إمارة بارق الفرعية التابعة لإمارة منطقة أبها. تقع على أرتفاع 368 متراً فوق مستوى سطح البحر، ويقطنها 100 نسمة تقريباً. وترتبط مع الطريق الرئيسي (جدة - أبها/جازان)، ولكن تحتاج إلى خمسة دقائق للوصول من القرية إلى ذلك الطريق.» | 19°0'13 41°52'59  |
| السَّلَم   | - بفتح أوله وتشديده وفتح الثاني، على اسم النبات المعروف - : قرية واسعة، تقع في غربي النصب، جنوب الجبيهة، شمال الوجاء، وشرق المنيظر وتجاورها. يقطنها نحو أربعمائة نسمة تقريباً، وهي بجوار بلاد أهل النصب من آل سباعي. | 18°56'57 41°55'37 |
| السَّوْداء | - مؤنث الأسود، بفتح أوله مشدداً وسكون الواو فألف وهمزة - وسموها سودا أخذاً من كون اللون الغالب على تلك الأراضي اللون الأسود -: اسم جبل وقرية مشتركة بين المهاملة وآل حجري، تقع بين قريتي الرص شرقاً والكنبي غرباً، وعلى الضفة الشمالية لوادي شري. ويقطنها أكثر من مئتي نسمة. وسمعت من كبار السن من أهل السوداء أنها كانت سوق كبير في القديم، ويسمى جمعة حميضة، حدثت فيه معركة كبيرة بين رديف باشا وقبائل بارق في ذي الحجة من العام 1288 هـ الموافق 1872م، قُتل فيها أناس كثيرون حتى امتلأت ساحة السوق من القتلى، ثم هدمت عليهم الدكاكين والمنازل. وقد إستعملها رديف باشا مخيماً له أثناء حملاته على المنطقة إلى أن بناء قلعته بقرية العجمة. | 18°59'3 41°53'23  |
| الصّاب   | - بفتح أوله وتشديده، على اسم النبت المعروف- : تقع في شمالي القطفة، شرق قرن آل شعفي، جنوب الخادة، وغربي حدبة شيبان على مسافة ربع كيل تقريباً. يقطنها نحو مئة نسمة تقريباً، وأصولهم تعود إلى قرية العجمة. | 18°57'35 41°53'58 |
| صَالَح    | - بفتح الصاد المهملة وبعدها ألف ثم لام وآخره حاء - وصالح نسبة إلى بئر كان في غربها - : تقع على ضفة وادي الوعائر الغربية، في جنوبي الخرباء، غرب الكنبي، وشمال السوداء وتجاورها. ويقطنها نحو مئة نسمة تقريباً، وبها أسرة آل قلح من آل حجري. | 18°59'22 41°53'33 |
| العَجَمَة  | - بفتح العين والجيم، وهي في اللغة الصخرة الصلدة -: قرية كبيرة، تقع أسفل ضفة وادي شهار الغربية، في جنوبي القضيف، شرق الفائج، وشمال آل مصبح وتجاورها. يقطنها نحو ألف نسمة تقريباً، وكان بها مشيخة شمل بارق لدى آل مرشد ثم مشيخة حميضة لدى آل سحاب ثم مشيخة المهاملة لدى آل دحمة من آل مرشد حتى عام 1990م. كانت مقراً للعثمانين ثم الأدارسة، كما كانت مقراً للإدارات الحكومية السعودية منذ عام 1343 هـ إلى عام 1346 هـ، حيث نقلت منها إلى ساحل بعد ثورة حصلت فيها. جاء عنها في دليل العرب لدائرة استخبارات وزارة البحرية البريطانية (1916م): « سوق العجمة قرية كبيرة، مؤلفة من حوالي 300 بيتاً من الحجر. وقد كانت سابقاً مقراً حكومي تركي، وهو أهم أسوق المنطقة في يوم الأربعاء. شيخ قرية العجمة: زاهر بن عامر أخو طلة وشيخ ربوع العجمة: محمد بن زاهر.» | 18°55'38 41°54'44 |
| العِيْد   | - بكسر العين واسكان الياء المثناة التحتية فدال مهملة، وهو اسم لشجر جبلي لا ورق له يفيد بتضميد الجروح - : اسم جبل وأنقاض قرية خاربة، تقع في شرق المنيظر، وجنوب السلم وتجاورها. وفي جبل العيد آثار كثيرة من مخلفات أبنية وحصون وبقايا أسوار، وكان بها حضارة وعمران. وقد تأسس على خرابها قرية السلم حيث نقل أهلها قسما كبيراً من حجارتها لاستخدامها في البناء. | 18°56'46 41°55'42 |
| القَضِيْف  | - بفتح القاف وكسر الضاد المعجمة بعدها مثناة تحتية ساكنة ففاء - والقضيف فيما تعارف عليه العامة المرتفع الجبلي الصغير، ويكون في مُطمأن من الأرض - غالباً - وعلى جرفة الوادي - : تقع على ضفة وادي الردة الغربية، في جنوبي المريبعة، شرق الغيوار، غرب القوز، وشمال العجمة على مسافة نصف كيل تقريباً. ويقطنها نحو مئة نسمة تقريباً. | 18°56'15 41°54'22 |
| المَعْقَر  | - بفتح الميم وسكون العين وفتح القاف بعدها راء مهملة ساكنة، وهو في عاميتهم موضع الشاربة من الوادي - : تقع على ضفة وادي الطارفة الجنوبية، في شمال الحداب، غرب قرية الخالص، وشرق المتنة وتجاورها. يقطنها نحو مئة نسمة تقريباً، ويدعي البعض أنها منسوبة إلى الشاعر الجاهلي معقر البارقي. | 19°0'38 41°52'11  |
| المِنَيْظِر | - بكسر الميم وإسكان النون وفتح الظاء المعجمة وآخره راء، تصغير منظر - أصله : بنية تجعل على ظهر جبل أو مرتفع، يشرف منها ربيئة البلاد أو القوم لئلا يداهموا على غرة - : قرية كبيرة للمهاملة، آل حجري، آل عرام، وآل سالم، تقع بوادي الرصفة في الجهة الجنوبيه منه، في شرقي المريبعة، غرب السلم، وجنوب البيضاء. يقطنها ستمائة نسمة تقريباً، منهم نحو مئتي نسمة من المهاملة. جاء في معجم الجزيرة العربية (1970)م: «المنيظر: 18°56'31 , 41°55'10. قرية في إمارة بارق الفرعية التابعة لإمارة منطقة أبها. تقع على أرتفاع 386 متراً فوق مستوى البحر، ويقطنها من 250 إلى 500 نسمة. وترتبط بالطريق الرئيسي، وبها أربعة دكاكين.» | 18°56'51 41°54'56 |

### الأودية
| الوادي        | الوصف | الإحداثيات        |
| ------------- | --- | ----------------- |
| وادي الحَفْية   | - بالفتح ثم السكون، وهو مسيل الماء من أعلى إِلى أسفل -: وادٍ زراعي، ينحدر من جبل هتمان، وهو أعلا وادي الكحيلاء، وسيله ينحدر غرباً حتى يلاقي وادي الوعائر ثم يكونان وادي الكحيلاء.                                                                                       | 19°0'10 41°53'34  |
| وادي الرَّصَفة   | - بفتح الراء بعدها صاد مهملة مفتوحة ثم فاء وآخرها تاء مربوطة - والرصفة مؤنث الرّصف وهي الحجارة التي يُرصف بعضها إلى بعض في مسيل فيجتمع فيها المطر-: ينحدر من جبل الراحة، ويمر بقرى الفوهة ثم يتجه غرباً حتى يجتمع مع وادي الغول في المريبعة فيتجهان شمالاً حتى وادي شري. | 18°56'58 41°54'11 |
| وادي شَرْي      | - بفتح الشين المعجمة وراء ساكنة ثم مثناة تحتية ، وهو نبات الحنظل -: وادٍ فحل كثير القرى والسكن. ينحدر من أعالي جبال السروات، وروافده من جبلي أثرب وهتمان، ثم ينحدر غرباً حتى يدفع مياهه في وادي الحمض.                                                                 | 18°58'33 41°54'18 |
| وادي الطَّارِفَة  | - بفتح أوله مع التشديد وكسر الراء المهملة وفتح الفاء، وطرف الشىء آخره وأقصاه - : وادٍ ينحدر جبل هتمان، يسيل غرباً في وادي الصلة فإذا خالط الوادي الصلة سقط اسم الطارفة وصار الاسم لصلة. وفيه من القرى: المعقر والحداب.                                                 | 19°0'51 41°52'16  |
| وادي الكَحْيلاء | -بضم الكاف وهم يفتحونها مع فتح الحاء المهملة بعدها مثناة تحتية ساكنة، وهي أرض سوداء كالكحل -:وادٍ رغيب، واسع الأنحاء، كثير الزراعة، ويعد أخصب أودية بارق على الإطلاق. واقع شمال المرواء، تلتقي فيه مياهه واديي الوعائر والحفية ثم يفيض في دحدح.                       | 18°59'36 41°52'28 |

### هوامش
1. ↑  الإحداثي المشار إليه في المصدر تقريبي ليس دقيق.
2. ↑  ذكره العمروي بالحقبة تصحيف الحفية.